# The Wars to Come
«The Wars to Come» (Les guerres que vindran) és el primer episodi de la cinquena temporada, el 41è del total, de la sèrie televisiva Game of Thrones de la productora nord-americana HBO. L'episodi fou escrit pels guionistes David Benioff i D. B. Weiss, i dirigit per Michael Slovis. Es va estrenar el 12 d'abril del 2015. Abans de l'emissió, aquest episodi, juntament amb els restants quatre primers de la temporada es van filtrar a Internet.

## Argument

### 25 anys enrere
Una jove Cersei Lannister (Nell Williams) i una amiga (Isabella Steinbarth) caminen pel bosc fins a trobar una barraca, on hi viu Maggy (Jodhi May) qui coneixien per ser bruixa i endevina. Cersei l'obliga a revelar el seu futur, Maggy en provar la sang li revela que no es casarà amb un príncep, sinó amb el rei i així mateix li diu que ella tindrà tres fills i el rei vint. Acaba dient que els seus fills vestiran corones d'or i moriran amb mortalles d'or i que una altra reina més jove i bella que Cersei li prendrà el lloc.

### A Port Reial
En el present, Cersei (Lena Headey) es presenta a mostrar el seu respecte davant del cos del seu pare mort (Charles Dance). Un cop allà, ella crítica durament al seu germà Jaume (Nikolaj Coster-Waldau) per alliberar Tyrion i causar indirectament la mort de Tywin. Més tard, Lancel Lannister (Eugene Simon) s'acosta a Cersei, qui s'ha convertit en un membre devot dels pardals i demana el perdó de Cersei per la seva relació adúltera, així com per drogar el vi de Robert Baratheon el dia que va morir, després de negar saber alguna cosa sobre l'assassinat del seu marit, ella se'n va.

### A Pentos
Tyrion (Peter Dinklage) aconsegueix arribar a Pentos amb ajuda de Varys (Conleth Hill). Varys li confessa a Tryrion que ell i Illyrio Mopatis han treballat secretament per aconseguir col·locar Daenerys Targaryen com la nova governant de Ponent, però que els seus errors en tractar de restaurar la dinastia Targaryen els ha deixat en Pentos, incapaços de tornar a King 's Landing. Varys llavors li dona dues alternatives a Tyrion: beure vi fins a la mort en Pentos o viatjar amb ell a Meereen per donar suport a Daenerys, Tyrion acaba acceptant anar amb ell.

### A Meereen
Diversos immaculats aconsegueixen enderrocar la gran harpía localitzada a la part alta de la gran piràmide de Meereen. Més tard, un dels immaculats és assassinat en un bordell per un membre dels fills de l'harpia, un grup de resistència que opera a Meereen. Llavors Daenerys (Emilia Clarke) li ordena al Cuc Gris (Jacob Anderson) trobar el responsable i enterrar el soldat caigut en el temple de les gràcies.
Hizdahr zo Loraq (Joel Fry) torna a Meereen per informar-los que la missió a Yunkai ha estat reeixida. Atès que els mestres han decidit atorgar-li el poder a un consell d'antics esclaus, però han demanat al seu torn reobrir la sorra de combats, lloc on els esclaus barallen fins a la mort, al principi, Daenerys es nega, però, més tard a Daario Naharis (Michiel Huisman) la convenç a reconsiderar. Ja que ell a causa d'aquestes baralles adquirir les seves habilitats necessàries per unir-se als segons fills, on va conèixer a Danaerys. Llavors, Daenerys intenta visitar els seus dos dracs Viserion and Rhaegal, al lloc on els va tancar amb la finalitat d'evitar més assassinats. Al moment d'apropar, ells intenten atacar-la, forçant-la a sortir precipitada del lloc.

### A la Vall d'Arryn
Lord Petyr Baelish (Aidan Gillen) i Sansa Stark (Sophie Turner) miren a Lord Robyn Arryn (Lli Facioli) entrenar les seves habilitats. Mentre ho veuen, Sansa veu com Petyr rep un missatge el qual amaga ràpidament després de veure-ho. Lord Yohn Royce (Rupert Vansittart) accepta entrenar Robyn per millorar les seves habilitats luchísticas tot i no estar molt convençut de tals habilitats. Tot i que va comentar a Lord Royce seu viatge a The Fingers, Baelish i Sansa prenen una ruta alternativa per l'oest, Baelish li explica a Sansa que la portarà a un lloc on els Lannisters mai podran trobar-la.
Podrick Payne (Daniel Portman) comença a planejar el seu pròxim moviment juntament amb Brienne (Gwendoline Christie), però Brienne l'informa que ja no el vol al seu servei. Ell li recorda el jurament que va fer de trobar a les germanes Stark, però es manté ferma i afirma que després de la negació d'Arya per tenir la seva protecció no existeix tal jurament, i just en aquest moment, la caravana de Sansa i Baelish passa pel lloc.

### Al Mur
Jon Neu (Kit Harington) ajuda a entrenar als nous reclutes de la Guàrdia nocturna, Mentre Samwell Tarly (John Bradley) amb parla Gilly (Hannah Murray) Sobre els principals Candidats Ser Per Al Pròxim Senyor 
Comandant. Sam
tem Que Ser Alliser Thorne (Owen Teale) Seleccionat mar, ja Que el seu 
odi cap a Els Salvatges podria Portar a l'expulsió de Gilly. Melisandre (Carice van Houten) avisa Jon Que el seu presence és requierida davant el rei Stannis Baratheon (Stephen Dillane). Stannis
li demana d'un Jon Convèncer Mance Rayder (Ciarán Hinds) agenollar 
Davant el, jurar lleialtat i Prendre a tots els salvatges Com exèrcit 
paràgraf Recuperar Invernalia, la qual sigui envaïda this Per Roose 
Bolton al seu Vegada els Donaria Ciutadania i terra a tots els guerrers. Stannis li dona dues options, convèncer-los els abans de mitjanit o morir a la foguera. Jon ràpidament Tracta de convèncer-Que s'agenolli i es Una de Stannis, Però ELL En Tot Moment el Nega. En
mitjanit Ser, Dos botxins, escorten 1 Mance a la ahogera, Però els 
abans, es Detenen a Front de Stannis, Qui Li PROPOSA Una Ultima Vez unir,
embargament de pecat, Mance es Nega. Melisandre
és la Encarregada d'Encendre el foc, Jon se'n va en veure Com Mance 
Pateix amb les flames Que Cada Vegada Són Més Grans i decideixen 
Donar-li una mort ràpida clavant-li una fletxa en el Cor.

## Repartiment
L'episodi marca l'última aparició de tres personatges principals que des de la primera temporada van estar presents en la sèrie: Charles Dance després de l'assassinat del seu personatge, Tywin Lannister per part de Tyrion. L'actor Rory McCann que va interpretar al temible personatge Sandor «El Gos» Clegane apareix per última vegada en la sèrie en veure el seu personatge morir lentament després d'una ferotge batalla amb Brienne de Tarth. I l'actriu Sibel Kekilli que interpreta la prostituta Shae marca la seva última aparició per la seva mort a mans de Tyrion. L'episodi també representa la sortida de Thomas Brodie Sangster després de l'assassinat del seu personatge, Jojen Reed, a mans d'uns caminants blancs, Thomas havia estat personatge recurrent des de la tercera temporada.

## Producció

### Continguts de la novel·la
Aquest episodi va ser escrit pels productors executius David Benioff i DB Weiss i inclou el contingut de tres de les novel·les de George R.R. Martin com són Tempesta d'Espases: Samwell IV (parcial) i Jon IX (parcial); Festí de Corbs, Cersei II, Cersei III, Jaime I i Cersei VIII i Dansa de Dracs, Tyrion I, Daenerys i, i Jon III (parcial).

### Càsting
Amb aquest episodi, Michiel Huisman (Daario Naharis), Nathalie Emmanuel (Missandei) i Dean-Charles Chapman (Tommen Baratheon) es converteixen en personatges regulars de la sèrie. Ian Gelder (Kevan Lannister) i Eugene Simon (Lancel Lannister) tornen després d'una absència de diversos anys (des de la segona temporada).

## Audiència i crítica

### Audiència televisiva
«The Wars to Come» va ser vist per 8.000.000 espectadors durant la seva emissió inicial, de manera que és l'episodi més vist de la sèrie fins a la data. 10,1 milions d'espectadors van veure l'episodi de les plataformes de DVR o de streaming durant la seva primera setmana, de manera que l'audiència neta és de 18.100.000 espectadors.

### Crítica
L'acollida a l'episodi ha estat molt positiva. Basat en 26 comentaris crítics, l'episodi va rebre una puntuació del 100% de Rotten Tomatoes, el considera una «sòlida estrena de la temporada» i afegeix que «tanca més l'expectació pel vessament de sang inevitable mentre l'aprofundiment d'enfocament en els personatges i llocs.» Keith Uhlich de la BBC elogia l'episodi i «avantatge ostensible» de l'episodi, Peter Dinklage, proclamant que a la primera temporada el personatge «proporcionat alleujament còmic» però des de llavors «se centra més en la narrativa». Conclou afirmant que "és un espectacle tan capaç de retratar anhels específiques d'un personatge, ja que està ampliant la seva mirada a prendre en una vista que commou l'ànima. I sempre deixa a l'espectador preguntant quines altres terres i aventures podria estar a l'horitzó". Matt Fowler d'IGN li va donar una opinió positiva sobretot afirmant que «[la sèrie] ha tingut un bon començament i una, encara que no sorprenent, estrena». Ha criticat el desenvolupament del caràcter de l'episodi dient «que és part del disseny de la sèrie punyent constantment el grup [però] nosaltres arribem a un punt en què ens trobem sota el personatge que realment ens preocupa». Ell li va donar una puntuació de 8,2/10.
The A.V. Club va publicar dues crítiques, com ho han fet per a cada episodi anterior. Erik Adams va escriure l'opinió de les persones que no han llegit les novel·les, i li va donar a l'episodi una qualificació de «B». Myles McNutt, que va revisar l'episodi de persones que han llegit les novel·les, va revisar positivament l'episodi encara que va criticar la l'ús excessiu de filmar ubicacions que indiquen «que t'agradaria passar més de tres escenes en un lloc determinat». No obstant això, va expressar el seu entusiasme cap a la sèrie «que ofereix noves perspectives sobre els esdeveniments que ofereix un enfocament menys rígid per a la caracterització, i la creació de nou material del no-res per empènyer la història i els seus personatges cap endavant». Charlotte Runcie de Daily Telegraph li va donar quatre de cinc estrelles i va afirmar que «el començament de la cinquena temporada és una promesa sobre la grandesa que ha de venir» concloent que «aquest no va ser l'episodi més dramàtic fins ara, però l'actuació i l'escriptura eren més colpidors que mai».